# Festivali i Këngës 50
Festivali i Këngës 50 – 50. edycja albańskiego festiwalu muzycznego Festivali i Këngës, która została zorganizowana przez Radio Televizioni Shqiptar (RTSH) w 2011 roku w Pałacu Kongresu w Tiranie. Jubileuszowa edycja festiwalu trwała wyjątkowo cztery dni, od 26 do 29 grudnia. Koncert finałowy wygrała Rona Nishliu z utworem „Suus”, który został wybrany na krajową propozycję podczas 57. Konkursu Piosenki Eurowizji organizowanego w 2012 roku w Baku.

## Przebieg konkursu
W 2011 roku albańska telewizja RTSH poinformowała o organizacji jubileuszowej 50. edycji Festivali i Këngës, dzięki któremu miał również zostać wyłoniony krajowy reprezentant na 57. Konkurs Piosenki Eurowizji w Baku. W listopadzie 2011 roku nadawca przedstawił szczegółowy program Festivali i Këngës 50. Festiwal miał potrwać wyjątkowo cztery dni, 26 i 27 grudnia miały się odbyć półfinały, a 29 grudnia finał. Natomiast 28 grudnia postanowiono zorganizować specjalną jubileuszową galę, na którą profesjonalna komisja miała wybrać 26 najlepszych piosenek z poprzednich edycji festiwalu, które miały zostać zaśpiewane w większości przez oryginalnych wykonawców, ale także młodych artystów. Dyrektorem 50. edycji festiwalu został Shpëtim Saraçi, a prowadzącymi Nik Xhelilaj, Hygerta Sako oraz Enkeleida Zeko.
Zgłoszenia do Festivali i Këngës 50 telewizja RTSH zbierała do 14 października 2011 roku. Natomiast 22 października nadawca ogłosił oficjalną listę uczestników festiwalu.

## Jury
23 grudnia 2011 roku RTSH ogłosił listę jury, które miało zdecydować, kto wygra festiwal i będzie reprezentować Albanię w Konkursie Piosenki Eurowizji 2012. Podczas półfinałów i finału Festivali i Këngës 50 głosowało profesjonalne siedmioosobowe jury, w składzie:
- Zhani Ciko
- Zana Shuteriqi
- Robert Rakipllari
- Redon Makashi
- Edi Xhani
- Aldo Shllaku
- Ndriçim Xhepa

## Półfinały
Przed koncertem finałowym, RTSH zorganizował dwa półfinały Festivali i Këngës 50, które odbyły się 26 i 27 grudnia 2011 roku. W każdym z nich wzięło udział po czternastu uczestników, z czego do czwartkowego finału awansowało po dziesięciu najwyżej ocenionych przez jurorów z każdej rundy.
| L.p. | Artysta              | Piosenka                   |
| ---- | -------------------- | -------------------------- |
| 1    | Gerta Mahmutaj       | „Pyete zemrën”             |
| 2    | Entela Zhula         | „Ndjehem Bosh”             |
| 3    | Bashkim Alibali      | „Këngën time merr vehtë”   |
| 4    | Samanta Karavello    | „Zgjomë një tjetër ëndërr” |
| 5    | Endri & Stefi Prifti | „Iluzion”                  |
| 6    | Rona Nishliu         | „Suus”                     |
| 7    | Rudina Delia         | „Më kërko”                 |
| 8    | Marjeta Billo        | „Vlen sa një jetë”         |
| 9    | Claudio La Regina    | „Kur të pasha”             |
| 10   | Hercina Matmuja      | „Aty ku më le”             |
| 11   | Orinda Huta          | „Dorëzohem”                |
| 12   | Altin Goci           | „Kthehem prap”             |
| 13   | Elton Deda           | „Kristal”                  |
| 14   | Evans Rama           | „Ti nuk mundesh”           |

| L.p. | Artysta             | Utwór                    |
| ---- | ------------------- | ------------------------ |
| 1    | Toni Mehmetaj       | „Ëndrra e parë”          |
| 2    | Dr. Flori           | „Personale”              |
| 3    | Kamela Islamaj      | „Mbi yje”                |
| 4    | Frederik Ndoci      | „Oh... jeta ime”         |
| 5    | Marsida Saraçi      | „Eja më merr”            |
| 6    | Bojken Lako & Breza | „Të zakonshëm"           |
| 7    | Sindi Berisha       | „Braktisur”              |
| 8    | Mariza Ikonomi      | „Më ler të të dua”       |
| 9    | Kujtim Prodani      | „Digjem”                 |
| 10   | Iris Hoxha          | „Pa ty”                  |
| 11   | Saimir Braho        | „Ajër”                   |
| 12   | Goldi Halili        | „Rroj për dashurinë”     |
| 13   | Xhensila Myrtezaj   | „Lulet mbledh për hënën” |
| 14   | Elhaida Dani        | „Mijëra vjet”            |

Legenda:
     Uczestnicy, którzy awansowali do finału

## Finał
Finał festiwalu odbył się 29 grudnia 2011 roku. W koncercie wzięło udział dwudziestu uczestników, którzy pomyślnie przeszli rundy półfinałowe. O laureacie decydowało wyłącznie profesjonalne jury. Zwyciężczynią festiwalu została kosowska piosenkarka Rona Nishliu z utworem „Suus”.
| L.p. | Artysta              | Piosenka                   | Miejsce | Punkty |
| ---- | -------------------- | -------------------------- | ------- | ------ |
| 1    | Bojken Lako & Breza  | „Të zakonshëm”             | 10      | 18     |
| 2    | Saimir Braho         | „Ajër”                     | 3       | 50     |
| 3    | Marjeta Billo        | „Vlen sa një jetë”         | 14      | 0      |
| 4    | Hercina Matmuja      | „Aty ku më le”             | 14      | 0      |
| 5    | Xhensila Myrtezaj    | „Lulet mbledh për hënën”   | 13      | 8      |
| 6    | Toni Mehmetaj        | „Ëndrra e parë”            | 12      | 10     |
| 7    | Iris Hoxha           | „Pa ty”                    | 9       | 19     |
| 8    | Gerta Mahmutaj       | „Pyete zemrën”             | 14      | 0      |
| 9    | Bashkim Alibali      | „Këngën time merr vehtë”   | 14      | 0      |
| 10   | Altin Goci           | „Kthehem prap"             | 5       | 38     |
| 11   | Elton Deda           | „Kristal”                  | 2       | 55     |
| 12   | Endri & Stefi Prifti | „Iluzion”                  | 6       | 25     |
| 13   | Rona Nishliu         | „Suus”                     | 1       | 77     |
| 14   | Kamela Islamaj       | „Mbi yje”                  | 6       | 25     |
| 15   | Frederik Ndoci       | „Oh... jeta ime”           | 14      | 0      |
| 16   | Mariza Ikonomi       | „Më ler të të dua”         | 11      | 13     |
| 17   | Elhaida Dani         | „Mijëra vjet”              | 14      | 0      |
| 18   | Rudina Delia         | „Më kërko”                 | 14      | 0      |
| 19   | Samanta Karavello    | „Zgjomë një tjetër ëndërr” | 4       | 47     |
| 20   | Dr. Flori            | „Personale”                | 8       | 21     |

Legenda:
     Zdobywca pierwszego miejsca
     Zdobywca drugiego miejsca
     Zdobywca trzeciego miejsca